# X Factor (Italia) (quarta edizione)
(Francesco Facchinetti che incita i telespettatori ad aspettare le esibizioni canore)
La quarta edizione del talent show musicale X Factor è andata in onda in prima serata su Rai 2 dal 7 settembre al 23 novembre 2010 per tredici puntate. È stata l'ultima edizione trasmessa dalla Rai, che, al termine della suddetta stagione, per via degli alti costi di produzione, decise di non rinnovare i diritti, acquistati nel 2011 da Sky Italia.
L'edizione è stata condotta, come le precedenti, da Francesco Facchinetti. Il premio per il vincitore è un contratto discografico del valore di 300000 €, la pubblicazione del singolo contenente l'inedito proposto la sera della finale dal vincitore e, a detta del direttore di Rai 2 Massimo Liofredi, la probabile partecipazione al Festival di Sanremo 2011.
La vittoria è stata assegnata a Nathalie Giannitrapani della categoria di Elio, la stessa cantante ha vinto il premio della critica da parte della sala stampa.

## Giudici
Per la quarta edizione si è deciso di passare alla formula con quattro giudici come nella versione inglese, sdoppiando la categoria 16-24 in Uomini e Donne. I giudici sono: Mara Maionchi, unica presente ininterrottamente dalla prima edizione, Elio (di Elio e le Storie Tese), Anna Tatangelo ed Enrico Ruggeri. Al momento dell'eliminazione, qualora si dovesse verificare una situazione di pareggio si ricorrerà al TILT ovvero a un televoto della durata di 200 secondi.

## Categorie
I partecipanti sono divisi nelle seguenti categorie ed affidati ai relativi giudici:
- Uomini 16-24 (Maionchi)
- Donne 16-24 (Tatangelo)
- Over 25 (Elio)
- Gruppi vocali (Ruggeri)

## Selezioni

### I provini
I provini si sono svolti in sei tappe nei mesi di giugno e luglio 2010, alla presenza dei produttori del programma.
Una parte dei concorrenti, quelli scelti dalla produzione, sono passati all'esibizione davanti ai giudici, andata in onda l'1 e il 3 settembre 2010 su Rai Due in seconda serata.
Pertanto, per procedere alla fase successiva, quella del Bootcamp, i concorrenti hanno dovuto ricevere almeno tre sì su quattro da parte dei giudici.

### Bootcamp
La seconda fase si è svolta, a differenza delle altre edizioni, all'interno del Teatro Franco Parenti di Milano, alla presenza di tutti e quattro i giudici, seguendo il procedimento dei provini davanti ai giudici.
Dei circa 300 aspiranti talent rimasti, solo 24 sono avanzati alla scelta finale.

### Scelta finale
Prima delle selezioni dei cantanti da portare al programma, ad ogni giudice è stata affidata la rispettiva categoria.
Alla scelta finale sono arrivati sei finalisti per ogni categoria. Qui sono stati sottoposti ad un ultimo verdetto, sulla base di una sola canzone con la quale convincere il giudice e il vocal coach corrispondenti per riuscire ad arrivare in finale. Solo tre artisti per ogni categoria sono approdati alla prima puntata serale.
La scelta finale è andata in onda insieme ai Bootcamp lunedì 6 settembre in prima serata.
| Uomini 16-24  | Maionchi  | Rossana Casale   | Giovanni Caccamo     | Simone Perrone    | Walter Ricci       |
| Donne 16-24   | Tatangelo | Adriano Pennino  | Nicole Di Gioacchino | Marta Boncompagni | Eliana Tuminelli   |
| 25+           | Elio      | Alberto Tafuri   | Ingrid Catalano      | Sibilla Malara    | Alessandro Stucchi |
| Gruppi Vocali | Ruggeri   | Fabrizio Palermo | Home                 | Le Pagnottelle    | Nashville Trio     |

## Finalisti
In questo spazio sono elencati i cantanti approdati alla prima puntata del programma. In rosa sono indicati gli eliminati.
| Categoria (giudice)     | Cantanti        | Cantanti          | Cantanti            | Cantanti              |
| ----------------------- | --------------- | ----------------- | ------------------- | --------------------- |
| 16-24 ♂ (Maionchi)      | Davide Mogavero | Stefano Filipponi | Ruggero Pasquarelli | Dami                  |
| 16-24 ♀ (Tatangelo)     | Marika Lermani  | Dorina Leka       | Sofia Buconi        | Alessandra Falconieri |
| 25+ (Elio)              | Nathalie        | Nevruz            | Cassandra Raffaele  | Manuela Zanier        |
| Gruppi Vocali (Ruggeri) | Kymera          | Effetto Doppler   | Borghi Bros         | -                     |

## Dettaglio delle puntate

### Tabella delle eliminazioni
- 16-24 ♂ (Mara Maionchi)
- 16-24 ♀ (Anna Tatangelo)

- +25 (Elio)
- Gruppi Vocali (Enrico Ruggeri)

|                | Nathalie        | Ultima                  | N.D.                    | N.D.                   | Salva                  | N.D.                         | Salva                        | Salva                       | Salva                  | N.D.                   | N.D.                   | Salva                  | Salva                  | Salva                  | Ultimi Due             | Salva                  | Salva                  | Salva                   | Salva                   | Salva                   | Salva                   | Salva                   | Vincitrice              |                         |                         |                         |                         |                         |
|                | Davide          | Salvo                   | N.D.                    | Salvo                  | N.D.                   | N.D.                         | Salvo                        | Salvo                       | N.D.                   | Salvo                  | Salvo                  | N.D.                   | Salvo                  | Ultimi Due             | Salvo                  | Salvo                  | Salvo                  | Salvo                   | Salvo                   | Salvo                   | Salvo                   | Salvo                   | Secondo (13ª Puntata)   | Secondo (13ª Puntata)   |                         |                         |                         |                         |
|                | Nevruz          | Salvo                   | N.D.                    | Salvo                  | N.D.                   | N.D.                         | Salvo                        | Salvo                       | N.D.                   | Salvo                  | Salvo                  | N.D.                   | Salvo                  | Salvo                  | Salvo                  | Salvo                  | Ultimo                 | Salvo                   | Salvo                   | Salvo                   | Ultimo                  | Ultimo                  | Terzo (13ª Puntata)     | Terzo (13ª Puntata)     | Terzo (13ª Puntata)     | Terzo (13ª Puntata)     | Terzo (13ª Puntata)     | Terzo (13ª Puntata)     |
|                | Kymera          | N.D.                    | Salvi                   | Salvi                  | N.D.                   | Salvi                        | Salvi                        | Salvi                       | Salvi                  | N.D.                   | N.D.                   | Ultimi                 | Salvi                  | Salvi                  | Salvi                  | Salvi                  | Salvi                  | Ultimi                  | N.D.                    | Ultimi                  | N.D.                    | Eliminati (12ª Puntata) | Eliminati (12ª Puntata) | Eliminati (12ª Puntata) | Eliminati (12ª Puntata) | Eliminati (12ª Puntata) | Eliminati (12ª Puntata) | Eliminati (12ª Puntata) |
|                | Stefano         | N.D.                    | Salvo                   | N.D.                   | Salvo                  | N.D.                         | Salvo                        | Salvo                       | Salvo                  | N.D.                   | N.D.                   | Salvo                  | Salvo                  | Salvo                  | Salvo                  | Salvo                  | Salvo                  | Salvo                   | Ultimo                  | Eliminato (11ª Puntata) | Eliminato (11ª Puntata) | Eliminato (11ª Puntata) | Eliminato (11ª Puntata) | Eliminato (11ª Puntata) | Eliminato (11ª Puntata) | Eliminato (11ª Puntata) | Eliminato (11ª Puntata) |                         |
|                | Ruggero         | Salvo                   | N.D.                    | Salvo                  | N.D.                   | Salvo                        | N.D.                         | Salvo                       | Salvo                  | N.D.                   | Salvo                  | N.D.                   | Ultimi Due             | Salvo                  | Salvo                  | Ultimo                 | N.D.                   | Eliminato (10ª Puntata) | Eliminato (10ª Puntata) | Eliminato (10ª Puntata) | Eliminato (10ª Puntata) | Eliminato (10ª Puntata) | Eliminato (10ª Puntata) | Eliminato (10ª Puntata) | Eliminato (10ª Puntata) | Eliminato (10ª Puntata) |                         |                         |
|                | Marika          | Non in gara             | Non in gara             | Non in gara            | Non in gara            | Non in gara                  | Non in gara                  | Non in gara                 | Non in gara            | Non in gara            | Non in gara            | Non in gara            | Non in gara            | Non in gara            | Ultimi Due             | Eliminata (9ª Puntata) | Eliminata (9ª Puntata) | Eliminata (9ª Puntata)  | Eliminata (9ª Puntata)  | Eliminata (9ª Puntata)  | Eliminata (9ª Puntata)  | Eliminata (9ª Puntata)  | Eliminata (9ª Puntata)  | Eliminata (9ª Puntata)  | Eliminata (9ª Puntata)  | Eliminata (9ª Puntata)  |                         |                         |
|                | Dami            | Non in gara             | Non in gara             | Non in gara            | Non in gara            | Non in gara                  | Non in gara                  | Non in gara                 | Non in gara            | Non in gara            | N.D.                   | Salvo                  | Salvo                  | Ultimi Due             | Eliminato (8ª Puntata) | Eliminato (8ª Puntata) | Eliminato (8ª Puntata) | Eliminato (8ª Puntata)  | Eliminato (8ª Puntata)  | Eliminato (8ª Puntata)  | Eliminato (8ª Puntata)  | Eliminato (8ª Puntata)  | Eliminato (8ª Puntata)  | Eliminato (8ª Puntata)  | Eliminato (8ª Puntata)  |                         |                         |                         |
|                | Cassandra       | Non in gara             | Non in gara             | Non in gara            | Non in gara            | Non in gara                  | Non in gara                  | Salva                       | Ultima                 | N.D.                   | Salva                  | N.D.                   | Ultimi due             | Eliminata (7ª Puntata) | Eliminata (7ª Puntata) | Eliminata (7ª Puntata) | Eliminata (7ª Puntata) | Eliminata (7ª Puntata)  | Eliminata (7ª Puntata)  | Eliminata (7ª Puntata)  | Eliminata (7ª Puntata)  | Eliminata (7ª Puntata)  | Eliminata (7ª Puntata)  | Eliminata (7ª Puntata)  | Eliminata (7ª Puntata)  |                         |                         |                         |
|                | Dorina          | N.D.                    | Salva                   | Ultima                 | N.D.                   | Salva                        | N.D.                         | Salva                       | N.D.                   | Salva                  | Ultima                 | N.D.                   | Eliminata (6ª Puntata) | Eliminata (6ª Puntata) | Eliminata (6ª Puntata) | Eliminata (6ª Puntata) | Eliminata (6ª Puntata) | Eliminata (6ª Puntata)  | Eliminata (6ª Puntata)  | Eliminata (6ª Puntata)  | Eliminata (6ª Puntata)  | Eliminata (6ª Puntata)  | Eliminata (6ª Puntata)  | Eliminata (6ª Puntata)  |                         |                         |                         |                         |
|                | Manuela         | N.D.                    | Salva                   | N.D.                   | Salva                  | Salva                        | N.D.                         | Ultimi Due                  | N.D.                   | Ultima                 | Eliminata (5ª Puntata) | Eliminata (5ª Puntata) | Eliminata (5ª Puntata) | Eliminata (5ª Puntata) | Eliminata (5ª Puntata) | Eliminata (5ª Puntata) | Eliminata (5ª Puntata) | Eliminata (5ª Puntata)  | Eliminata (5ª Puntata)  | Eliminata (5ª Puntata)  | Eliminata (5ª Puntata)  | Eliminata (5ª Puntata)  | Eliminata (5ª Puntata)  |                         |                         |                         |                         |                         |
|                | Effetto Doppler | N.D.                    | Salvi                   | N.D.                   | Salvi                  | Ultimi                       | N.D.                         | Ultimi Due                  | Eliminati (4ª Puntata) | Eliminati (4ª Puntata) | Eliminati (4ª Puntata) | Eliminati (4ª Puntata) | Eliminati (4ª Puntata) | Eliminati (4ª Puntata) | Eliminati (4ª Puntata) | Eliminati (4ª Puntata) | Eliminati (4ª Puntata) | Eliminati (4ª Puntata)  | Eliminati (4ª Puntata)  | Eliminati (4ª Puntata)  | Eliminati (4ª Puntata)  | Eliminati (4ª Puntata)  | Eliminati (4ª Puntata)  |                         |                         |                         |                         |                         |
|                | Borghi Bros     | Salvi                   | N.D.                    | Salvi                  | N.D.                   | N.D.                         | Ultimi                       | Eliminati (3ª Puntata)      | Eliminati (3ª Puntata) | Eliminati (3ª Puntata) | Eliminati (3ª Puntata) | Eliminati (3ª Puntata) | Eliminati (3ª Puntata) | Eliminati (3ª Puntata) | Eliminati (3ª Puntata) | Eliminati (3ª Puntata) | Eliminati (3ª Puntata) | Eliminati (3ª Puntata)  | Eliminati (3ª Puntata)  | Eliminati (3ª Puntata)  | Eliminati (3ª Puntata)  | Eliminati (3ª Puntata)  | Eliminati (3ª Puntata)  |                         |                         |                         |                         |                         |
|                | Sofia           | Salva                   | N.D.                    | N.D.                   | Ultima                 | Eliminata (2ª Puntata)       | Eliminata (2ª Puntata)       | Eliminata (2ª Puntata)      | Eliminata (2ª Puntata) | Eliminata (2ª Puntata) | Eliminata (2ª Puntata) | Eliminata (2ª Puntata) | Eliminata (2ª Puntata) | Eliminata (2ª Puntata) | Eliminata (2ª Puntata) | Eliminata (2ª Puntata) | Eliminata (2ª Puntata) | Eliminata (2ª Puntata)  | Eliminata (2ª Puntata)  | Eliminata (2ª Puntata)  | Eliminata (2ª Puntata)  | Eliminata (2ª Puntata)  | Eliminata (2ª Puntata)  |                         |                         |                         |                         |                         |
|                | Alessandra      | N.D.                    | Ultima                  | Eliminata (1ª Puntata) | Eliminata (1ª Puntata) | Eliminata (1ª Puntata)       | Eliminata (1ª Puntata)       | Eliminata (1ª Puntata)      | Eliminata (1ª Puntata) | Eliminata (1ª Puntata) | Eliminata (1ª Puntata) | Eliminata (1ª Puntata) | Eliminata (1ª Puntata) | Eliminata (1ª Puntata) | Eliminata (1ª Puntata) | Eliminata (1ª Puntata) | Eliminata (1ª Puntata) | Eliminata (1ª Puntata)  | Eliminata (1ª Puntata)  | Eliminata (1ª Puntata)  | Eliminata (1ª Puntata)  | Eliminata (1ª Puntata)  | Eliminata (1ª Puntata)  |                         |                         |                         |                         |                         |
|                |                 |                         |                         |                        |                        |                              |                              |                             |                        |                        |                        |                        |                        |                        |                        |                        |                        |                         |                         |                         |                         |                         |                         |                         |                         |                         |                         |                         |
| Ultimo scontro | Ultimo scontro  | Nathalie, Alessandra    | Nathalie, Alessandra    | Dorina, Sofia          | Dorina, Sofia          | Effetto Doppler, Borghi Bros | Effetto Doppler, Borghi Bros | Effetto Doppler, Manuela    | Cassandra, Manuela     | Cassandra, Manuela     | Dorina, Kymera         | Dorina, Kymera         | Cassandra, Ruggero     | Dami, Davide           | Marika, Nathalie       | Ruggero, Nevruz        | Ruggero, Nevruz        | Kymera, Stefano         | Kymera, Stefano         | Kymera, Nevruz          | Kymera, Nevruz          |                         |                         |                         |                         |                         |                         |                         |
|                | Voto di Elio    | Alessandra              | Alessandra              | Sofia                  | Sofia                  | Effetto Doppler              | Effetto Doppler              | Effetto Doppler             | Manuela                | Manuela                | Kymera                 | Kymera                 | Ruggero                | Dami                   | Marika                 | Ruggero                | Ruggero                | Stefano                 | Stefano                 | Kymera                  | Kymera                  |                         |                         |                         |                         |                         |                         |                         |
|                | Voto di Mara    | Alessandra              | Alessandra              | -                      | -                      | Borghi Bros                  | Borghi Bros                  | Effetto Doppler             | Cassandra              | Cassandra              | Dorina                 | Dorina                 | Cassandra              | Davide                 | Marika                 | Nevruz                 | Nevruz                 | Kymera                  | Kymera                  | Kymera                  | Kymera                  |                         |                         |                         |                         |                         |                         |                         |
|                | Voto di Anna    | Nathalie                | Nathalie                | Sofia                  | Sofia                  | Borghi Bros                  | Borghi Bros                  | Effetto Doppler             | Manuela                | Manuela                | Kymera                 | Kymera                 | Cassandra              | Dami                   | Nathalie               | Nevruz                 | Nevruz                 | Kymera                  | Kymera                  | Kymera                  | Kymera                  |                         |                         |                         |                         |                         |                         |                         |
|                | Voto di Enrico  | Nathalie                | Nathalie                | Sofia                  | Sofia                  | Borghi Bros                  | Borghi Bros                  | Manuela                     | Manuela                | Manuela                | Dorina                 | Dorina                 | Cassandra              | Dami                   | Marika                 | Ruggero                | Ruggero                | Stefano                 | Stefano                 | Nevruz                  | Nevruz                  |                         |                         |                         |                         |                         |                         |                         |
| Eliminati      | Eliminati       | Alessandra per televoto | Alessandra per televoto | Sofia 3 voti su 3      | Sofia 3 voti su 3      | Borghi Bros 3 voti su 4      | Borghi Bros 3 voti su 4      | Effetto Doppler 3 voti su 4 | Manuela 3 voti su 4    | Manuela 3 voti su 4    | Dorina per televoto    | Dorina per televoto    | Cassandra 3 voti su 4  | Dami 3 voti su 4       | Marika 3 voti su 4     | Ruggero per televoto   | Ruggero per televoto   | Stefano per televoto    | Stefano per televoto    | Kymera 3 voti su 4      | Kymera 3 voti su 4      | Nevruz terzo            | Davide secondo 40%      |                         |                         |                         |                         |                         |
| Eliminati      | Eliminati       | Alessandra per televoto | Alessandra per televoto | Sofia 3 voti su 3      | Sofia 3 voti su 3      | Borghi Bros 3 voti su 4      | Borghi Bros 3 voti su 4      | Effetto Doppler 3 voti su 4 | Manuela 3 voti su 4    | Manuela 3 voti su 4    | Dorina per televoto    | Dorina per televoto    | Cassandra 3 voti su 4  | Dami 3 voti su 4       | Marika 3 voti su 4     | Ruggero per televoto   | Ruggero per televoto   | Stefano per televoto    | Stefano per televoto    | Kymera 3 voti su 4      | Kymera 3 voti su 4      | Nevruz terzo            | Nathalie Vincitrice 60% |                         |                         |                         |                         |                         |

### Dettaglio delle puntate

#### Prima puntata
Data: Martedì 7 settembre 2010 

Ospiti: Katy Perry e Marco Mengoni

Canzoni cantate dagli ospiti: California Gurls (Katy Perry) - Dove si vola, Credimi ancora, Stanco (Deeper Inside) (Marco Mengoni)
| Ordine       | Cantante        | Giudice   | Canzone (cantante originale)                               | Risultato  |
| ------------ | --------------- | --------- | ---------------------------------------------------------- | ---------- |
| 1            | Nathalie        | Elio      | America (Gianna Nannini)                                   | Ultimi Due |
| 2            | Davide          | Maionchi  | I Don't Want to Miss a Thing (Aerosmith)                   | Salvo      |
| 3            | Sofia           | Tatangelo | Paparazzi (Lady Gaga)                                      | Salva      |
| 4            | Borghi Bros     | Ruggeri   | Eppure soffia (Pierangelo Bertoli)                         | Salvi      |
| 5            | Nevruz          | Elio      | Se telefonando (Mina)                                      | Salvo      |
| 6            | Ruggero         | Maionchi  | A me me piace 'o blues (Pino Daniele)                      | Salvo      |
|              |                 |           |                                                            |            |
| 1            | Effetto Doppler | Ruggeri   | It's My Life (Bon Jovi)                                    | Salvi      |
| 2            | Stefano         | Maionchi  | Notturno (Mia Martini)                                     | Salvo      |
| 3            | Manuela         | Elio      | Una ragione di più (Ornella Vanoni)                        | Salva      |
| 4            | Dorina          | Tatangelo | Heavy Cross (Gossip)                                       | Salva      |
| 5            | Kymera          | Ruggeri   | Frozen (Madonna)                                           | Salvi      |
| 6            | Alessandra      | Tatangelo | Grazie dei fiori (Nilla Pizzi)                             | Ultimi Due |
| Ballottaggio |                 |           |                                                            |            |
| 1            | Nathalie        | Elio      | Ti sento (Matia Bazar) - Aquarius (da Hair)                | Salva      |
| 2            | Alessandra      | Tatangelo | The Scientist (Coldplay) - L'ultimo bacio (Carmen Consoli) | Eliminata  |

Voto dei giudici per eliminare:
- Elio: Alessandra, per salvare la sua artista, Nathalie.
- Anna Tatangelo: Nathalie, per salvare la sua artista, Alessandra.
- Enrico Ruggeri: Nathalie, perché in quell'attimo ha preferito Alessandra.
- Mara Maionchi: Alessandra, preferendo come artista Nathalie.

I giudici non raggiungono un accordo, quindi si è entrati in TILT. Il televoto decreta l'eliminazione di Alessandra.

#### Seconda puntata
Data: Martedì 14 settembre 2010 

Ospite: Due di Picche 

Canzoni cantate dall'ospite: Fare a meno di te
| Ordine       | Cantante        | Giudice   | Canzone (cantante originale)                                             | Risultato  |
| ------------ | --------------- | --------- | ------------------------------------------------------------------------ | ---------- |
| 1            | Borghi Bros     | Ruggeri   | Pretty Woman (Roy Orbison/cover di Van Halen)                            | Salvi      |
| 2            | Davide          | Maionchi  | La luce dell'est (Lucio Battisti)                                        | Salvo      |
| 3            | Dorina          | Tatangelo | Secretly (Skunk Anansie)                                                 | Ultimi Due |
| 4            | Nevruz          | Elio      | Pugni chiusi (Ribelli)                                                   | Salvo      |
| 5            | Ruggero         | Maionchi  | The Great Pretender (The Platters)                                       | Salvo      |
| 6            | Kymera          | Ruggeri   | Shock the Monkey (Peter Gabriel)                                         | Salvi      |
|              |                 |           |                                                                          |            |
| 1            | Manuela         | Elio      | La spada nel cuore (Patty Pravo)                                         | Salva      |
| 2            | Sofia           | Tatangelo | Lately (Stevie Wonder)                                                   | Ultimi Due |
| 3            | Effetto Doppler | Ruggeri   | Ti vorrei sollevare (Elisa feat. Giuliano Sangiorgi)                     | Salvi      |
| 4            | Nathalie        | Elio      | Time Is Running Out (Muse)                                               | Salva      |
| 5            | Stefano         | Maionchi  | Quanto t'ho amato (Nicola Piovani e Roberto Benigni)                     | Salvo      |
| Ballottaggio |                 |           |                                                                          |            |
| 1            | Dorina          | Tatangelo | Piece of My Heart (Janis Joplin) - Almeno tu nell'universo (Mia Martini) | Salva      |
| 2            | Sofia           | Tatangelo | Quando (Pino Daniele) - Amazing Grace (Aretha Franklin)                  | Eliminata  |

Voto dei giudici per eliminare:
- Anna Tatangelo: Sofia, con forte indecisione.
- Enrico Ruggeri: Sofia, rispettando la decisione del loro giudice.
- Elio: Sofia, dichiarando di non comprendere la logica con la quale il pubblico vota.
- Mara Maionchi: non vota perché è già stata raggiunta la maggioranza, anche lei avrebbe eliminato Sofia.

#### Terza puntata
Data: Martedì 21 settembre 2010 

Ospiti: Skunk Anansie

Canzoni cantate dagli ospiti: My Ugly Boy
| Ordine       | Cantante        | Giudice   | Canzone (cantante originale)                                        | Risultato  |
| ------------ | --------------- | --------- | ------------------------------------------------------------------- | ---------- |
| 1            | Ruggero         | Maionchi  | Tu vuo' fa' l'americano (Renato Carosone)                           | Salvo      |
| 2            | Effetto Doppler | Ruggeri   | Don't Stop Me Now (Queen)                                           | Ultimi Due |
| 3            | Manuela         | Elio      | I'll Never Fall in Love Again (Dionne Warwick)                      | Salva      |
| 4            | Dorina          | Tatangelo | Un'emozione da poco (Anna Oxa)                                      | Salva      |
| 5            | Kymera          | Ruggeri   | Polvere (Enrico Ruggeri)                                            | Salvi      |
|              |                 |           |                                                                     |            |
| 1            | Nathalie        | Elio      | Piccolo uomo (Mia Martini)                                          | Salva      |
| 2            | Davide          | Maionchi  | I Feel the Earth Move (Carole King)                                 | Salvo      |
| 3            | Nevruz          | Elio      | Lithium (Nirvana)                                                   | Salvo      |
| 4            | Borghi Bros     | Ruggeri   | Piazza Grande (Lucio Dalla)                                         | Ultimi Due |
| 5            | Stefano         | Maionchi  | Buonanotte fiorellino (Francesco De Gregori)                        | Salvo      |
| Ballottaggio |                 |           |                                                                     |            |
| 1            | Effetto Doppler | Ruggeri   | It's My Life (Bon Jovi) - Due (Raf)                                 | Salvi      |
| 2            | Borghi Bros     | Ruggeri   | Pensieri e parole (Lucio Battisti) - Tears in Heaven (Eric Clapton) | Eliminati  |

Voto dei giudici per eliminare:
- Enrico Ruggeri: Borghi Bros, perché li ritiene un gruppo già pronto per il mondo musicale.
- Elio: Effetto Doppler, perché sono stati meno convincenti degli avversari nel ballottaggio.
- Mara Maionchi: Borghi Bros ammettendo la difficoltà della scelta.
- Anna Tatangelo: Borghi Bros, anche lei con molta indecisione.

##### Integrazione
| Ordine | Cantante   | Giudice   | Canzone (cantante originale)               | Risultato |
| ------ | ---------- | --------- | ------------------------------------------ | --------- |
| 1      | Eliana     | Tatangelo | The Way You Make Me Feel (Michael Jackson) | Eliminata |
| 2      | Andrea KJ  | Maionchi  | You Oughta Know (Alanis Morissette)        | Eliminato |
| 3      | Solifonica | Ruggeri   | Africa (Toto)                              | Eliminati |
| 4      | Cassandra  | Elio      | Città vuota (Mina)                         | In Gara   |

#### Quarta puntata
Data: martedì 28 settembre 2010 

Tema: Canzoni arrivate al primo posto in classifica 

Ospite: Anna Oxa 

Canzone cantata dall'ospite: Tutto l'amore intorno
| Ordine       | Cantante        | Giudice   | Canzone (cantante originale)                                                     | Anno                                                                             | Risultato  |
| ------------ | --------------- | --------- | -------------------------------------------------------------------------------- | -------------------------------------------------------------------------------- | ---------- |
| 1            | Davide          | Maionchi  | Novembre (Giusy Ferreri)                                                         | 2008                                                                             | Salvo      |
| 2            | Manuela         | Elio      | Bring Me to Life (Evanescence)                                                   | 2003                                                                             | Ultimi Due |
| 3            | Effetto Doppler | Ruggeri   | È la pioggia che va (Rokes)                                                      | 1966                                                                             | Ultimi Due |
| 4            | Dorina          | Tatangelo | The Best (Tina Turner)                                                           | 1989                                                                             | Salva      |
| 5            | Stefano         | Maionchi  | Lady Marmalade (Patti LaBelle)                                                   | 1974                                                                             | Salvo      |
| 6            | Nathalie        | Elio      | Pazza idea (Patty Pravo)                                                         | 1973                                                                             | Salva      |
| 7            | Kymera          | Ruggeri   | Breathe (Midge Ure)                                                              | 1996                                                                             | Salvi      |
| 8            | Cassandra       | Elio      | You Can't Hurry Love (The Supremes)                                              | 1966                                                                             | Salva      |
| 9            | Ruggero         | Maionchi  | Per te (Jovanotti)                                                               | 1999                                                                             | Salvo      |
| 10           | Nevruz          | Elio      | Noi ragazzi di oggi (Luis Miguel)                                                | 1985                                                                             | Salvo      |
| Ballottaggio |                 |           |                                                                                  |                                                                                  |            |
| 1            | Manuela         | Elio      | Ironic (Alanis Morisette) - La cura (Franco Battiato)                            | Ironic (Alanis Morisette) - La cura (Franco Battiato)                            | Salva      |
| 2            | Effetto Doppler | Ruggeri   | Don't Stop Me Now (Queen) - Ti vorrei sollevare (Elisa feat. Giuliano Sangiorgi) | Don't Stop Me Now (Queen) - Ti vorrei sollevare (Elisa feat. Giuliano Sangiorgi) | Eliminati  |

Voto dei giudici per eliminare:
- Elio: Effetto Doppler, per salvare la sua artista, Manuela.
- Enrico Ruggeri: Manuela, per salvare i suoi artisti, gli Effetto Doppler.
- Mara Maionchi: Effetto Doppler, con dispiacere.
- Anna Tatangelo: Effetto Doppler, anche lei rammaricata.

#### Quinta puntata
Data: Martedì 5 ottobre 2010 

Ospite Taylor Swift 

Canzone cantata dall'ospite: Mine
| Ordine       | Cantante  | Giudice   | Canzone (cantante originale)                                         | Risultato  |
| ------------ | --------- | --------- | -------------------------------------------------------------------- | ---------- |
| 1            | Cassandra | Elio      | Come ti vorrei (Iva Zanicchi)                                        | Ultimi Due |
| 2            | Ruggero   | Maionchi  | Crazy Little Thing Called Love (Queen)                               | Salvo      |
| 3            | Kymera    | Ruggeri   | Maria (Blondie)                                                      | Salvi      |
| 4            | Nathalie  | Elio      | Cornflake Girl (Tori Amos)                                           | Salva      |
| 5            | Stefano   | Maionchi  | Dillo alla luna (Vasco Rossi)                                        | Salvo      |
|              |           |           |                                                                      |            |
| 1            | Manuela   | Elio      | No More "I Love You's" (Annie Lennox)                                | Ultimi Due |
| 2            | Dorina    | Tatangelo | Donna (Mia Martini)                                                  | Salva      |
| 3            | Nevruz    | Elio      | Charlie fa surf (Baustelle)                                          | Salvo      |
| 4            | Davide    | Maionchi  | Amore di plastica (Carmen Consoli)                                   | Salvo      |
| Ballottaggio |           |           |                                                                      |            |
| 1            | Cassandra | Elio      | Città vuota (Mina) - Killing Me Softly with His Song (Roberta Flack) | Salva      |
| 2            | Manuela   | Elio      | Una ragione di più (Ornella Vanoni) - Hallelujah (Leonard Cohen)     | Eliminata  |

Voto dei giudici per eliminare:
- Elio: Manuela, per dare a Cassandra la possibilità di farsi conoscere.
- Mara Maionchi: Cassandra, preferendo Manuela
- Anna Tatangelo: Manuela, auspicando che Cassandra cambi il suo atteggiamento.
- Enrico Ruggeri: Manuela, assecondando il parere del loro giudice Elio.

##### Integrazione
| Ordine | Cantante  | Giudice   | Canzone (cantante originale)     | Risultato |
| ------ | --------- | --------- | -------------------------------- | --------- |
| 1      | Lavinia   | Elio      | Sempre (Gabriella Ferri)         | Eliminata |
| 2      | Carpediem | Ruggeri   | With You (Chris Brown)           | Eliminati |
| 3      | Dami      | Maionchi  | If I Ain't Got You (Alicia Keys) | In Gara   |
| 4      | Alice     | Tatangelo | At Last (Etta James)             | Eliminata |

#### Sesta puntata
Data: martedì 12 ottobre 2010 

Tema: Musica dance (prima delle esibizioni i talenti eseguono un medley a tema) 

Ospiti: Bob Sinclar e Marco Mengoni 

Canzoni cantate dagli ospiti: In un giorno qualunque (Marco Mengoni) - Rainbow of Love (Bob Sinclar)
| Ordine       | Cantante  | Giudice   | Canzone (cantante originale)                               | Risultato  |
| ------------ | --------- | --------- | ---------------------------------------------------------- | ---------- |
| 1            | Davide    | Maionchi  | I'm Outta Love (Anastacia)                                 | Salvo      |
| 2            | Dorina    | Tatangelo | Hot Stuff (Donna Summer)                                   | Ultimi Due |
| 3            | Nevruz    | Elio      | Mi vendo (Renato Zero)                                     | Salvo      |
| 4            | Ruggero   | Maionchi  | You're the First, the Last, My Everything (Barry White)    | Salvo      |
| 5            | Cassandra | Elio      | What a Feeling (Irene Cara)                                | Salva      |
|              |           |           |                                                            |            |
| 1            | Stefano   | Maionchi  | I Will Survive (Gloria Gaynor)                             | Salvo      |
| 2            | Nathalie  | Elio      | Ray of Light (Madonna)                                     | Salva      |
| 3            | Kymera    | Ruggeri   | Let's Dance (David Bowie)                                  | Ultimi Due |
| 4            | Dami      | Maionchi  | You Make Me Feel (Sylvester James)                         | Salvo      |
| Ballottaggio |           |           |                                                            |            |
| 1            | Dorina    | Tatangelo | The Best (Tina Turner) - Amandoti (CCCP Fedeli alla linea) | Eliminata  |
| 2            | Kymera    | Ruggeri   | Polvere (Enrico Ruggeri) - Figlio della luna (Mecano)      | Salvi      |

Voto dei giudici per eliminare:
- Anna Tatangelo: Kymera, per salvare la sua artista, Dorina.
- Enrico Ruggeri: Dorina, per salvare i suoi artisti, Kymera.
- Elio: Kymera, perché preferisce il rock di Dorina.
- Mara Maionchi: Dorina, perché ha bisogno di provare un modo di cantare più contenuto.

I giudici non raggiungono un accordo, quindi si è entrati in TILT. Il televoto decreta l'eliminazione di Dorina.

#### Settima puntata
Data: martedì 19 ottobre 2010 

Tema: Canzoni italiane del ventunesimo secolo 

Ospiti: Enrique Iglesias e Dorina Leka 

Canzoni cantate dagli ospiti: I Like It (Enrique Iglesias) - Doppiamente fragili (Dorina)
| Ordine       | Cantante  | Giudice  | Canzone (cantante originale)                                   | Risultato  |
| ------------ | --------- | -------- | -------------------------------------------------------------- | ---------- |
| 1            | Stefano   | Maionchi | Eppure sentire (Elisa)                                         | Salvo      |
| 2            | Cassandra | Elio     | Ricomincio da qui (Malika Ayane)                               | Ultimi Due |
| 3            | Davide    | Maionchi | Parlami d'amore (Negramaro)                                    | Salvo      |
| 4            | Kymera    | Ruggeri  | Non me lo so spiegare (Tiziano Ferro)                          | Salvi      |
| 5            | Nevruz    | Elio     | Nuova ossessione (Subsonica)                                   | Salvo      |
| 6            | Dami      | Maionchi | Credimi ancora (Marco Mengoni)                                 | Salvo      |
| 7            | Nathalie  | Elio     | Tu che sei parte di me (Pacifico ft Gianna Nannini)            | Salva      |
| 8            | Ruggero   | Maionchi | 7000 caffè (Alex Britti)                                       | Ultimi Due |
| Ballottaggio |           |          |                                                                |            |
| 1            | Cassandra | Elio     | Come ti vorrei (Iva Zanicchi) - Yellow Submarine (The Beatles) | Eliminata  |
| 2            | Ruggero   | Maionchi | A me me piace 'o blues (Pino Daniele) - Honesty (Billy Joel)   | Salvo      |

Voto dei giudici per eliminare:
- Elio: Ruggero, per salvare la sua artista, Cassandra.
- Mara Maionchi: Cassandra, per salvare il suo artista, Ruggero.
- Enrico Ruggeri: Cassandra, avendo preferito l'esibizione di Ruggero.
- Anna Tatangelo: Cassandra, preferendo Ruggero.

#### Ottava puntata
Data: martedì 26 ottobre 2010 

Tema: Colonne sonore dei film di successo (prima delle esibizioni i talenti eseguono un medley a tema) 

Ospiti: Malika Ayane e Litfiba 

Canzoni cantate dagli ospiti: Sole nero (Litfiba) - Thoughts and Clouds (Malika Ayane)
| Ordine       | Cantante | Giudice  | Canzone (cantante originale)                                                 | Film                                                                         | Risultato  |
| ------------ | -------- | -------- | ---------------------------------------------------------------------------- | ---------------------------------------------------------------------------- | ---------- |
| 1            | Dami     | Maionchi | Gimme Some Lovin' (Spencer Davis Group)                                      | The Blues Brothers                                                           | Ultimi Due |
| 2            | Kymera   | Ruggeri  | The Phantom of the Opera (Andrew Lloyd Webber/Nightwish)                     | Il fantasma dell'Opera                                                       | Salvi      |
| 3            | Ruggero  | Maionchi | Mambo Italiano (Bob Merrill)                                                 | Pane, amore e...                                                             | Salvo      |
| 4            | Nevruz   | Elio     | Cosa sono le nuvole (Domenico Modugno)                                       | Capriccio all'italiana                                                       | Salvo      |
| 5            | Davide   | Maionchi | Everybody's Talkin' (Harry Nilsson)                                          | Un uomo da marciapiede                                                       | Ultimi Due |
| 6            | Nathalie | Elio     | Aquarius/Let the Sunshine In (The Fifth Dimension)                           | Hair                                                                         | Salva      |
| 7            | Stefano  | Maionchi | La prima cosa bella (Nicola Di Bari-Malika Ayane)                            | La prima cosa bella                                                          | Salvo      |
| Ballottaggio |          |          |                                                                              |                                                                              |            |
| 1            | Dami     | Maionchi | If I Ain't Got You (Alicia Keys) - Ogni mio istante (Negramaro)              | If I Ain't Got You (Alicia Keys) - Ogni mio istante (Negramaro)              | Eliminato  |
| 2            | Davide   | Maionchi | Talkin' 'bout a Revolution (Tracy Chapman) - Se io se lei (Biagio Antonacci) | Talkin' 'bout a Revolution (Tracy Chapman) - Se io se lei (Biagio Antonacci) | Salvo      |

Voto dei giudici per eliminare:
- Mara Maionchi: Davide, perché Dami soffrirebbe di più l'eliminazione.
- Enrico Ruggeri: Dami, perché preferisce Davide.
- Anna Tatangelo: Dami, dopo un attimo di silenzio.
- Elio: Dami, perché in Davide intravede una pop star.

INTEGRAZIONE
| Ordine | Cantante   | Giudice   | Canzone (cantante originale)                  | Risultato |
| ------ | ---------- | --------- | --------------------------------------------- | --------- |
| 1      | Joe        | Maionchi  | 50 Special (Lùnapop)                          | Eliminato |
| 2      | Marika     | Tatangelo | Summertime (George Gershwin)                  | In gara   |
| 3      | Elizabeth  | Elio      | I Wanna Dance with Somebody (Whitney Houston) | Eliminata |
| 4      | Apple Pies | Ruggeri   | Elenore (The Turtles)                         | Eliminati |

#### Nona puntata
Data: martedì 2 novembre 2010 

Tema: Canzoni scelte dal pubblico di Internet 

Ospiti: Jamiroquai, Alessandro Preziosi, Lucia Ocone 

Canzoni cantate dagli ospiti: White Knuckle Ride (Jamiroquai)
| Ordine       | Cantante | Giudice   | Canzone (cantante originale)                                         | Risultato  |
| ------------ | -------- | --------- | -------------------------------------------------------------------- | ---------- |
| 1            | Nevruz   | Elio      | Gianna (Rino Gaetano)                                                | Salvo      |
| 2            | Davide   | Maionchi  | Balliamo sul mondo (Ligabue)                                         | Salvo      |
| 3            | Kymera   | Ruggeri   | 21 Guns (Green Day)                                                  | Salvi      |
| 4            | Nathalie | Elio      | Underneath (Alanis Morissette)                                       | Ultimi Due |
| 5            | Stefano  | Maionchi  | Centro di gravità permanente (Franco Battiato)                       | Salvo      |
| 6            | Marika   | Tatangelo | Woman in Love (Barbra Streisand)                                     | Ultimi Due |
| 7            | Ruggero  | Maionchi  | Crocodile Rock (Elton John)                                          | Salvo      |
| Ballottaggio |          |           |                                                                      |            |
| 1            | Nathalie | Elio      | America (Gianna Nannini) - The House of the Rising Sun (The Animals) | Salva      |
| 2            | Marika   | Tatangelo | Summertime (George Gershwin) - Vedrai vedrai (Luigi Tenco)           | Eliminata  |

Voto dei giudici per eliminare:
- Elio: Marika, per salvare la sua artista, Nathalie.
- Anna Tatangelo: Nathalie, per salvare la sua artista, Marika.
- Mara Maionchi: Marika, perché Nathalie ha delle qualità migliori.
- Enrico Ruggeri: Marika, perché vuole vedere la conclusione del percorso artistico di Nathalie.

#### Decima puntata
Data: Sabato 6 novembre 2010 

Tema: sigle dei varietà del sabato sera e canzoni scelte dai giudici 

Ospiti: Edoardo Bennato, The Voca People, Lorella Cuccarini, Max Tortora 

Canzoni cantate dagli ospiti: Medley sigle tv (Cuccarini con i talenti di X-Factor), Medley (The Voca People), La fata (Bennato), Vorrei che fosse amore (Tortora)
| Ordine       | Cantante | Giudice  | Canzone (cantante originale)                                | Programma                                                   | Risultato                                                   | Canzone (cantante originale)                                | Risultato  |
| ------------ | -------- | -------- | ----------------------------------------------------------- | ----------------------------------------------------------- | ----------------------------------------------------------- | ----------------------------------------------------------- | ---------- |
| 1            | Kymera   | Ruggeri  | L'aria del sabato sera (Loretta Goggi)                      | Fantastico '79                                              | Salvi                                                       | Uprising (Muse)                                             | Salvi      |
| 2            | Davide   | Maionchi | Arriva la bomba (Johnny Dorelli)                            | Johnny Sera                                                 | Salvo                                                       | Come Together (Beatles)                                     | Salvo      |
| 3            | Nathalie | Elio     | Fortissimo (Rita Pavone)                                    | Studio Uno                                                  | Salva                                                       | Brass in pocket (The Pretenders)                            | Salva      |
| 4            | Stefano  | Maionchi | Domenica, è sempre domenica (Pietro Garinei)                | Il Musichiere                                               | Salvo                                                       | You Are Not Alone (Michael Jackson)                         | Salvo      |
| 5            | Nevruz   | Elio     | Mille e una sera (Nomadi)                                   | Mille e una sera                                            | Salvo                                                       | Gioia e Rivoluzione (Area)                                  | Ultimi Due |
| 6            | Ruggero  | Maionchi | Dove sta Zazà? (Gabriella Ferri)                            | Dove sta Zazà                                               | Ultimi Due                                                  | (avrebbe cantato Due di Raf)                                |            |
| Ballottaggio |          |          |                                                             |                                                             |                                                             |                                                             |            |
| 1            | Ruggero  | Maionchi | 7000 caffè (Alex Britti) - Isn't She Lovely (Stevie Wonder) | 7000 caffè (Alex Britti) - Isn't She Lovely (Stevie Wonder) | 7000 caffè (Alex Britti) - Isn't She Lovely (Stevie Wonder) | 7000 caffè (Alex Britti) - Isn't She Lovely (Stevie Wonder) | Eliminato  |
| 2            | Nevruz   | Elio     | Se telefonando (Mina) - Perfect Day (Lou Reed)              | Se telefonando (Mina) - Perfect Day (Lou Reed)              | Se telefonando (Mina) - Perfect Day (Lou Reed)              | Se telefonando (Mina) - Perfect Day (Lou Reed)              | Salvo      |

Voto dei giudici per eliminare:
- Elio: Ruggero, per salvare il suo artista, Nevruz.
- Mara Maionchi: Nevruz, per salvare il suo artista, Ruggero.
- Anna Tatangelo: Nevruz, dopo un momento di silenzio.
- Enrico Ruggeri: Ruggero, demandando la decisione finale al pubblico.

I giudici non raggiungono un accordo, quindi si è entrati in TILT. Il televoto decreta l'eliminazione di Ruggero.

#### Undicesima puntata
Data: Martedì 9 novembre 2010

Tema: canzoni assegnate dai giudici + canzoni con accompagnamento di Morgan 

Ospiti: Rihanna, Morgan, Claudia Mori, Simona Ventura 

Canzoni cantate dagli ospiti: La Sera (Morgan), Addicted to love (Ventura), Tu si' 'na cosa grande  (Morgan & Anna Tatangelo), Only Girl (in the World) (Rihanna)
| Ordine       | Cantante | Giudice  | Canzone (cantante originale)                                              | Risultato                                                                 | Ordine                                                                    | Canzone (cantante originale)                                              | Risultato  |
| ------------ | -------- | -------- | ------------------------------------------------------------------------- | ------------------------------------------------------------------------- | ------------------------------------------------------------------------- | ------------------------------------------------------------------------- | ---------- |
| 1            | Davide   | Maionchi | Pride (In the Name of Love) (U2)                                          | Salvo                                                                     | 8                                                                         | Sally (Vasco Rossi)                                                       | Salvo      |
| 2            | Nevruz   | Elio     | Pigro (Ivan Graziani)                                                     | Salvo                                                                     | 7                                                                         | Home (Depeche Mode)                                                       | Salvo      |
| 3            | Kymera   | Ruggeri  | She (Elvis Costello)                                                      | Ultimi Due                                                                |                                                                           | (avrebbero cantato Lontano dagli occhi di Sergio Endrigo)                 |            |
| 4            | Nathalie | Elio     | Under the Bridge (Red Hot Chili Peppers)                                  | Salva                                                                     | 9                                                                         | Blue (Joni Mitchell)                                                      | Salva      |
| 5            | Stefano  | Maionchi | A mano a mano (Riccardo Cocciante)                                        | Salvo                                                                     | 6                                                                         | Non arrossire (Giorgio Gaber)                                             | Ultimi Due |
| Ballottaggio |          |          |                                                                           |                                                                           |                                                                           |                                                                           |            |
| 1            | Kymera   | Ruggeri  | Adagio (Lara Fabian) - Breathe (Midge Ure)                                | Adagio (Lara Fabian) - Breathe (Midge Ure)                                | Adagio (Lara Fabian) - Breathe (Midge Ure)                                | Adagio (Lara Fabian) - Breathe (Midge Ure)                                | Salvo      |
| 2            | Stefano  | Maionchi | Quanto t'ho amato (Roberto Benigni) - La musica è finita (Ornella Vanoni) | Quanto t'ho amato (Roberto Benigni) - La musica è finita (Ornella Vanoni) | Quanto t'ho amato (Roberto Benigni) - La musica è finita (Ornella Vanoni) | Quanto t'ho amato (Roberto Benigni) - La musica è finita (Ornella Vanoni) | Eliminato  |

Voto dei giudici per eliminare:
- Mara Maionchi: Kymera, per salvare il suo artista, Stefano
- Enrico Ruggeri: Stefano, per salvare i suoi artisti, i Kymera.
- Elio: Stefano, perché deve risolvere delle imprecisioni nel canto.
- Anna Tatangelo: Kymera, per far decidere al pubblico.

I giudici non raggiungono un accordo, quindi si è entrati in TILT. Il televoto decreta l'eliminazione di Stefano.

#### Dodicesima puntata
Data: Martedì 16 novembre 2010

Tema: Nella prima manche brani di Gianni Morandi e l'inedito, nella seconda brani scelti dai giudici 

Ospiti: Carmen Consoli, Gianni Morandi, Gianmarco Mazzi, Pooh 

Canzoni cantate dagli ospiti: Guarda l'alba (Carmen Consoli), Isabel (Pooh)
| Ordine       | Cantante | Giudice  | Canzone di Gianni Morandi                                                                        | Canzone inedita (autore)                                                                         | Risultato                                                                                        | Ordine                                                                                           | Canzone (cantante originale)                                                                     | Risultato  |
| ------------ | -------- | -------- | ------------------------------------------------------------------------------------------------ | ------------------------------------------------------------------------------------------------ | ------------------------------------------------------------------------------------------------ | ------------------------------------------------------------------------------------------------ | ------------------------------------------------------------------------------------------------ | ---------- |
| 1            | Nevruz   | Elio     | C'era un ragazzo                                                                                 | Tra l'amore e il male (Bungaro, S. Grandi, N. Joku)                                              | Salvo                                                                                            | 3                                                                                                | Ancora (Eduardo De Crescenzo)                                                                    | Ultimi Due |
| 2            | Kymera   | Ruggeri  | Occhi di ragazza                                                                                 | Atlantide (F. Palermo, E. Ruggeri)                                                               | Ultimi Due                                                                                       |                                                                                                  | (avrebbero cantato The Winner Takes It All degli ABBA)                                           |            |
| 3            | Davide   | Maionchi | Un mondo d'amore                                                                                 | Il tempo migliore (F. Renga, L. Chiaravalli)                                                     | Salvo                                                                                            | 2                                                                                                | The Right Thing (Simply Red)                                                                     | Salvo      |
| 4            | Nathalie | Elio     | Se perdo anche te                                                                                | In punta di piedi (N.B. Giannitrapani)                                                           | Salva                                                                                            | 1                                                                                                | Bette Davis Eyes (Kim Carnes)                                                                    | Salva      |
| Ballottaggio |          |          |                                                                                                  |                                                                                                  |                                                                                                  |                                                                                                  |                                                                                                  |            |
| 1            | Kymera   | Ruggeri  | The Phantom of the Opera (Andrew Lloyd Webber/Nightwish) - Non me lo so spiegare (Tiziano Ferro) | The Phantom of the Opera (Andrew Lloyd Webber/Nightwish) - Non me lo so spiegare (Tiziano Ferro) | The Phantom of the Opera (Andrew Lloyd Webber/Nightwish) - Non me lo so spiegare (Tiziano Ferro) | The Phantom of the Opera (Andrew Lloyd Webber/Nightwish) - Non me lo so spiegare (Tiziano Ferro) | The Phantom of the Opera (Andrew Lloyd Webber/Nightwish) - Non me lo so spiegare (Tiziano Ferro) | Eliminati  |
| 2            | Nevruz   | Elio     | Pigro (Ivan Graziani) - Meditazione (Il Balletto di Bronzo)                                      | Pigro (Ivan Graziani) - Meditazione (Il Balletto di Bronzo)                                      | Pigro (Ivan Graziani) - Meditazione (Il Balletto di Bronzo)                                      | Pigro (Ivan Graziani) - Meditazione (Il Balletto di Bronzo)                                      | Pigro (Ivan Graziani) - Meditazione (Il Balletto di Bronzo)                                      | Salvo      |

Voto dei giudici per eliminare:
- Enrico Ruggeri: Nevruz, per salvare i suoi artisti, i Kymera.
- Elio: Kymera, per salvare il suo artista, Nevruz.
- Anna Tatangelo: Kymera, perché Nevruz è riuscito a farle cambiare idea sul suo conto.
- Mara Maionchi: Kymera, augurando loro grandi successi nel mondo musicale.

#### Tredicesima puntata (Finale)
Data: Martedì 23 novembre 2010

Tema: nella prima manche un medley di Elvis, un duetto e l'inedito; nella seconda un duetto con l'altro finalista, un medley di brani cantati nelle puntate precedenti ed un brano a cappella 

Ospiti: Aldo, Giovanni e Giacomo, Elisa, Take That, Skunk Anansie, Francesco Renga e Tiromancino 

Canzoni cantate dagli ospiti: Nostalgia (Elisa), The Flood (Take That), Over the love (Skunk Anansie), L'essenziale (Tiromancino), Un giorno bellissimo (Francesco Renga)
| Ordine      | Cantante | Giudice  | Medley di Elvis | Ordine | Duetto | Ordine | Canzone inedita (autore) | Risultato      |
| ----------- | -------- | -------- | --- | --- | --- | --- | --- | -------------- |
| 1           | Davide   | Maionchi | | 6 | Angelo (con Francesco Renga) | 9 | Il tempo migliore (F. Renga, L. Chiaravalli) | Salvo          |
| 2           | Nathalie | Elio     | | 5 | You'll Follow Me Down (con Skunk Anansie) | 7 | In punta di piedi (N.B. Giannitrapani) | Salva          |
| 3           | Nevruz   | Elio     | | 4 | Per me è importante (con Tiromancino) | 8 | Tra l'amore e il male (Bungaro, S. Grandi, N. Joku) | Terzo          |
| Finalissima |          |          | | | | | |                |
| 1           | Davide   | Maionchi | Imagine (John Lennon) (con Nathalie), medley di brani cantati ad X Factor (Parlami d'amore, Balliamo sul mondo, I Don't Want to Miss a Thing), Così celeste (Zucchero Fornaciari) | Imagine (John Lennon) (con Nathalie), medley di brani cantati ad X Factor (Parlami d'amore, Balliamo sul mondo, I Don't Want to Miss a Thing), Così celeste (Zucchero Fornaciari) | Imagine (John Lennon) (con Nathalie), medley di brani cantati ad X Factor (Parlami d'amore, Balliamo sul mondo, I Don't Want to Miss a Thing), Così celeste (Zucchero Fornaciari) | Imagine (John Lennon) (con Nathalie), medley di brani cantati ad X Factor (Parlami d'amore, Balliamo sul mondo, I Don't Want to Miss a Thing), Così celeste (Zucchero Fornaciari) | Imagine (John Lennon) (con Nathalie), medley di brani cantati ad X Factor (Parlami d'amore, Balliamo sul mondo, I Don't Want to Miss a Thing), Così celeste (Zucchero Fornaciari) | Secondo 40%    |
| 2           | Nathalie | Elio     | Imagine (John Lennon) (con Davide), medley di brani cantati ad X Factor (America, Fortissimo, Let the Sunshine In), Mercedes Benz (Janis Joplin)                                  | Imagine (John Lennon) (con Davide), medley di brani cantati ad X Factor (America, Fortissimo, Let the Sunshine In), Mercedes Benz (Janis Joplin)                                  | Imagine (John Lennon) (con Davide), medley di brani cantati ad X Factor (America, Fortissimo, Let the Sunshine In), Mercedes Benz (Janis Joplin)                                  | Imagine (John Lennon) (con Davide), medley di brani cantati ad X Factor (America, Fortissimo, Let the Sunshine In), Mercedes Benz (Janis Joplin)                                  | Imagine (John Lennon) (con Davide), medley di brani cantati ad X Factor (America, Fortissimo, Let the Sunshine In), Mercedes Benz (Janis Joplin)                                  | Vincitrice 60% |

Nathalie vince anche il premio della critica

## Ascolti

### X Factor - I Provini / La Scelta Finale
| Puntata | Messa in onda     | Telespettatori | Share  |
| ------- | ----------------- | -------------- | ------ |
| 1       | 1º settembre 2010 | 1053000        | 12,39% |
| 2       | 3 settembre 2010  | 1061000        | 14,90% |
| 3       | 6 settembre 2010  | 2678000        | 11,52% |

### X Factor - Lo Show
| Puntata     | Messa in onda     | Rete  | Telespettatori | Share  |
| ----------- | ----------------- | ----- | -------------- | ------ |
| 1           | 7 settembre 2010  | Rai 2 | 3284000        | 17,03% |
| 2           | 14 settembre 2010 | Rai 2 | 2479000        | 11,09% |
| 3           | 21 settembre 2010 | Rai 2 | 2659000        | 12,20% |
| 4           | 28 settembre 2010 | Rai 2 | 2934000        | 11,54% |
| 5           | 5 ottobre 2010    | Rai 2 | 2448000        | 10,99% |
| 6           | 12 ottobre 2010   | Rai 2 | 2666000        | 12,45% |
| 7           | 19 ottobre 2010   | Rai 2 | 2667000        | 9,96%  |
| 8           | 26 ottobre 2010   | Rai 2 | 2507000        | 10,93% |
| 9           | 2 novembre 2010   | Rai 2 | 2343000        | 8,41%  |
| 10          | 6 novembre 2010   | Rai 2 | 1943000        | 9,22%  |
| 11          | 9 novembre 2010   | Rai 2 | 2628000        | 11,31% |
| 12          | 16 novembre 2010  | Rai 2 | 2658000        | 11,46% |
| 13 - Finale | 23 novembre 2010  | Rai 2 | 2703000        | 12,30% |
| Media       | Media             | Media | 2609000        | 11,45% |

## Ospiti
| Puntata | Ospiti nei Live Show                                                                       |
| ------- | ------------------------------------------------------------------------------------------ |
| 1       | Katy Perry e Marco Mengoni                                                                 |
| 2       | Due di Picche                                                                              |
| 3       | Skunk Anansie                                                                              |
| 4       | Anna Oxa                                                                                   |
| 5       | Taylor Swift                                                                               |
| 6       | Bob Sinclar e Marco Mengoni                                                                |
| 7       | Enrique Iglesias e Dorina Leka                                                             |
| 8       | Malika Ayane e Litfiba                                                                     |
| 9       | Jamiroquai, Alessandro Preziosi e Lucia Ocone                                              |
| 10      | Edoardo Bennato, The Voca People, Lorella Cuccarini e Max Tortora                          |
| 11      | Rihanna, Morgan, Claudia Mori e Simona Ventura                                             |
| 12      | Carmen Consoli, Gianni Morandi, Gianmarco Mazzi e i Pooh                                   |
| 13      | Aldo, Giovanni e Giacomo, Elisa, Take That, Skunk Anansie, Francesco Renga e i Tiromancino |

## Piazzamenti in classifica

### Compilation
- 2010 - X Factor 4 Compilation (Sony Music Entertainment)

### Inediti
| Artista  | Brano                 | Posizioni in classifica      |
| Artista  | Brano                 | Italian FIMI Downloads Chart |
| -------- | --------------------- | ---------------------------- |
| Nathalie | In punta di piedi     | 1                            |
| Nevruz   | Tra l'amore e il male | 9                            |
| Davide   | Il tempo migliore     | 13                           |
| Kymera   | Atlantide             | —                            |
| Stefano  | Vivrò                 | —                            |

### EP
| Artista  | EP                    | Posizioni in classifica |
| Artista  | EP                    | Italia                  |
| -------- | --------------------- | ----------------------- |
| Nathalie | In punta di piedi     | 13                      |
| Davide   | Il tempo migliore     | 29                      |
| Nevruz   | Tra l'amore e il male | 41                      |
| Kymera   | Atlantide             | 83                      |
| Stefano  | Vivrò                 | —                       |

### Singoli di beneficenza
| Artista                            | Brano     | Posizioni in classifica | Posizioni in classifica |
| Artista                            | Brano     | Italia                  |                         |
| ---------------------------------- | --------- | ----------------------- | ----------------------- |
| My Own Key featuring Mara Maionchi | Fantastic | 2                       |                         |

## Pro e post X Factor 4
Questa è una lista che raggruppa i lavori discografici (EP, Album, Singoli) dei concorrenti, successivi e precedenti alla quarta edizione di X Factor, escludendo quindi gli EP e i singoli prodotti durante il programma in concomitanza con Sony Music.
Gruppi vocali
Kymera
- Argento e nuvole - Album (2011)
- Eden - Singolo (2011)

Effetto Doppler
- Apro gli occhi al mondo - Singolo (2011)

Borghi Bros
- Le parole sono inutili - Singolo (2009)
- Il silenzio ascolterò - Singolo (2010)
- Incendio - Album (2011)
- B.r.o.s. (Brani reinterpretati e opere scelte) - EP (2012)

Over
Nathalie

Nevruz
Cassandra Raffaele
Manuela Zanier
Under Uomini
Davide Mogavero
Ruggero Pasquarelli
Stefano Filipponi
Under donne
Dorina Leka
Sofia Buconi
Alessandra Falconieri